# Ständige Vertretung Österreichs bei der NATO
Die Ständige Vertretung Österreichs bei der NATO ist die diplomatische Vertretung der Republik Österreich bei der NATO mit Sitz in Brüssel. Vor der Unterzeichnung des Staatsvertrages 1955 verpflichtete sich Österreich dazu, „immerwährend eine Neutralität der Art zu üben, wie sie von der Schweiz gehandhabt wird“ (Moskauer Memorandum). Im Bundesverfassungsgesetz erklärte Österreich seine immerwährende Neutralität und verpflichtete sich, keinen militärischen Bündnissen beizutreten. Im Jahr 1994 trat Österreich der NATO-Partnerschaft für den Frieden bei, 1995 der Europäischen Union.

## Botschafter
Seit 2023 ist Jürgen Meindl österreichischer Botschafter bei der NATO. Seine Vorgängerin war ab 2018 Elisabeth Kornfeind. 

## Partnerschaft für den Frieden (PfP)
Die Partnerschaft für den Frieden hat sich zum Ziel gesetzt, Frieden und Stabilität in Europa zu gewährleisten. Das soll auf gemeinsamer Basis mit den Partnernationen der PfP erfolgen, wobei 28 OSZE-Mitglieder und 21 NATO-Staaten Mitglieder sind. Ausschlaggebend ist dabei, dass sich jede Nation an der Förderung der Transparenz und der Bereitstellung der militärischen Fähigkeiten beteiligt. Die Beteiligung an Aktivitäten steht jedoch jedem Teilnehmer frei. Österreich beteiligt sich seit 1995 traditionell an der gemeinsamen Katastrophenhilfe und humanitären Hilfe sowie an der Verbesserung von Such- und Rettungsdiensten. Neben dem Außenministerium sind je nach Einsatz auch andere Ressorts aktiv.

## Euro-Atlantischer Partnerschaftsrat (EAPC)
Der Euro-Atlantische Partnerschaftsrat (EAPC) ist ein multilaterales Dialogforum für sicherheitspolitische Themen, das 1997 gegründet wurde. Die 50 Mitglieder, darunter 29 NATO-Mitgliedsstaaten sowie 21 Partnerstaaten, erarbeiten Strategien zur Krisenbewältigung und kooperieren beispielsweise in Umwelt-, Wirtschafts- und Wissenschaftsfragen. Österreich konzentriert sich in der Zusammenarbeit auf den politischen Dialog, die militärische und die zivile Zusammenarbeit.

## Operationen mit UN-Sicherheitsratsmandat unter NATO-Führung
- KFOR: Seit 1999 ist das österreichische Bundesheer im Kosovo als Teil der Kosovo-Force (KFOR) im Einsatz, um nach dem Kosovokrieg für Frieden und Stabilität zu sorgen. Basis für den Einsatz war die am 10. Juni 1999 vom Sicherheitsrat der Vereinten Nationen beschlossene Resolution 1244.
- ISAF: Auf Grundlage der UN-Sicherheitsresolution 1386 wurden 2002–2014 österreichische Soldaten nach Afghanistan gesandt, um die International Security Assistance Force (ISAF) zu unterstützen.
- RSM: Die Resolute Support Mission (RSM) ist eine Fortsetzung der ISAF-Mission, welche die Erfolge dieser sichern soll, um Sicherheit und Stabilität aufrechtzuerhalten. Seit 2015 sind in der Region Kabul zehn österreichische Soldaten im Einsatz.[10]

## Schutz von Zivilisten (PoC)
Im Rahmen des NATO-Gipfels im Juli 2016 wurde die Policy for the Protection of Civilians (PoC) von den einzelnen Staatsoberhäuptern und Regierungschefs adaptiert. Bei diesem Unternehmen nahm Österreich eine Vorreiterrolle ein. Bereits 2013 wurde in Zusammenarbeit mit Norwegen das Protection of Civilian Tigers Team geschaffen. Außerdem wurde das „food for thought paper“ von Österreich gestaltet und weiterentwickelt. Diese Entwicklungen führten dann dazu, dass das PoC schließlich angenommen wurde. Der Zweck der PoC ist die Minimierung möglicher negativer Auswirkungen von NATO-Missionen, Operationen und Aktivitäten auf die zivile Bevölkerung. Auch die negativen Auswirkungen von Konflikthandlungen Dritter soll unterbunden werden. Der Schutz der Zivilbevölkerung ist Teil der Mission von NATO-Truppen, NATO-angeführten Truppen und lokalen Truppen. Der Menschenrechtsschutz und das humanitäre Völkerrecht spielen dabei eine große Rolle. Außerdem sollen humanitäre Hilfsaktionen unterstützt werden sowie Informationen bezüglich Todesfälle weitergegeben werden. Auf besonders schutzbedürftige Personengruppen wird ein spezielles Augenmerk gelegt.

## Katastrophen- und Notfallhilfe
Auch im Bereich des Zivilschutzes kooperiert Österreich mit der NATO durch die Rahmenorganisation Euro-Atlantic Partnership (EAPC). Die Kooperation erstreckt sich unter anderem auf die Bereiche der internationalen Katastrophenhilfe, die Aus- und Weiterbildung von österreichischen Experten und den Beitrag zu internationalen Zivilschutzübungen. Das EAPC stellt zusätzlich Richtlinien zur Verfügung, welche das Zusammenarbeiten der Einsatzkräfte aus den unterschiedlichen Nationen ermöglichen soll.

## Besucherdienst
Der Besucherdienst bietet Gratis-Führungen durch das NATO-Hauptquartier an. Interessierte müssen sich mindestens acht Wochen zuvor mittels eines Formulars anmelden.

## Praktikumsmöglichkeiten
Um die Aufgaben und Arbeitsweise der österreichischen Vertretung bei der NATO in der Praxis kennenzulernen, gibt es die Möglichkeit, Auslandspraktika zu absolvieren. Voraussetzungen sind ein laufendes und/oder absolviertes Studium an einer Universität oder Fachhochschule.
Interessenten bewerben sich mit einem Lebenslauf und einem Motivationsschreiben in englischer Sprache.